# Silvija
Silvija ist ein litauischer, jugoslawischer (serbischer und kroatischer) weiblicher Vorname, eine Form des Vornamens Silvia.

## Namensträgerinnen
- Silvija Erdelji (* 1979), jugoslawische und serbische Tischtennisspielerin
- Silvija Hinzmann (* 1956), deutsche Autorin, Übersetzerin und Dolmetscherin kroatischer Herkunft
- Silvija Sondeckienė (1942–2023), litauische Cellistin und Professor
- Silvija Talaja (* 1978), kroatische Tennisspielerin